# Serra San Quirico
Serra San Quirico è un comune italiano di 2 489 abitanti della provincia di Ancona nelle Marche.

## Storia

### Origini
Le origini di Serra San Quirico sono incerte. Alcuni ritrovamenti archeologici farebbero risalire i primi insediamenti all'epoca preromana. Successivamente i Romani, al fine di controllare il passaggio strategico dalla Gola della Rossa, fondarono un presidio militare attorno al quale, verosimilmente, si sviluppò il villaggio originario.
Fu distrutta dalle invasioni barbariche e, nel primo medioevo, fu incorporata nell'Esarcato di Ravenna e più tardi nella circoscrizione carolingia della Marca Inferiore. Nei primi anni del 1000 San Romualdo contribuì alla rinascita del paese facendo costruire la chiesa, dedicata a San Quirico. Proprio San Romualdo è l'uomo rappresentato nel blasone comunale.

### Medioevo

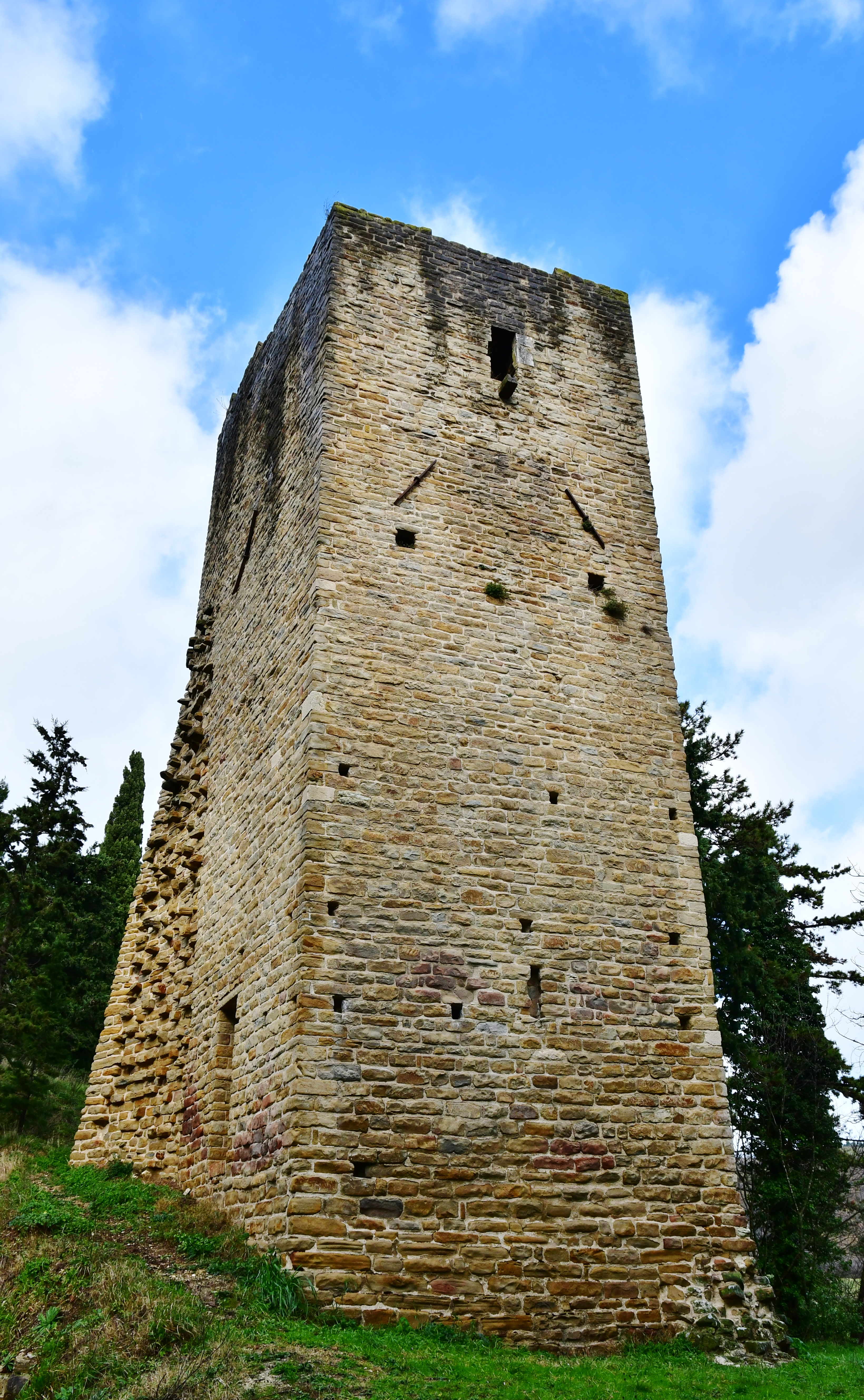
La torre del Cassero.

Nel 1228 Serra San Quirico stringe alleanza con la vicina Massaccio (Cupramontana). Tre anni più tardi, stipula "Patti e Convenzioni" con Jesi, ponendosi - di fatto - sotto la protezione della potente città, alla quale offrì il palio (con interruzioni e modificazioni sostanziali) sino al 1373, in segno di evidente sottomissione. Infatti la prima attestazione relativa all'esistenza di consoli e quindi del libero comune, è relativa al 1231, quando quest'ultimi si sottomettono alla Respublica Æsina.
Con la presa del castello di Sasso nel 1260, Serra San Quirico acquisisce 80 famiglie e determina una crescente importanza. Nel 1265, con intervento pontificio, Serra si erge a Libero Comune, divenendo "Immediate Subiectum" alla Santa Sede; dal 1295 è documentata l'esistenza dello Statuto comunale. La Chiesa la fortificò notevolmente e vi stanziò un’agguerrita milizia. La trasforformazione in una vera e propria cittadella si svolse nel corso del XIV secolo e nel 1374 furono ultimate le opere di riedificazione del Cassero e della cinta muraria, rinforzata da dodici torri. Tuttavia, Francesco Sforza la espugnò nel 1444.
In epoca rinascimentale, Serra fu anche un fervido luogo di cultura: ebbe una cattedra di lettere greche e vi soggiornò Annibal Caro, l’insigne letterato che volgarizzò l’Eneide. Molti serrani, sin dal XV secolo, si dedicarono alla lavorazione del salnitro per la fabbricazione della polvere da sparo, attività che proseguì fino alla proclamazione del Regno d’Italia.

### Storia moderna
Nel XVII secolo, con la riforma dello Stato Pontificio, vennero revocati gli statuti comunali, facendo perdere alla cittadina ogni potere e diritto politico. Fu la fine del florido periodo delle libertà comunali. In quel periodo, a valle, nei pressi della riva del fiume Esino, già sede di un antico mulino, venne eretta la chiesetta della Madonna di Loreto per accogliere i viandanti che si accingevano ad attraversare la Gola della Rossa, infestata da briganti. Pian piano attorno a questi edifici si sviluppò la grossa borgata che oggi prende il nome di "Serra San Quirico Stazione". Il 18 settembre 1841 il borgo vide la visita di papa Gregorio XVI, proveniente da Loreto. Nell'anno 1865 per la Stazione di Serra San Quirico transitò il primo treno della ferrovia Ancona-Roma.

## Monumenti e luoghi d'interesse

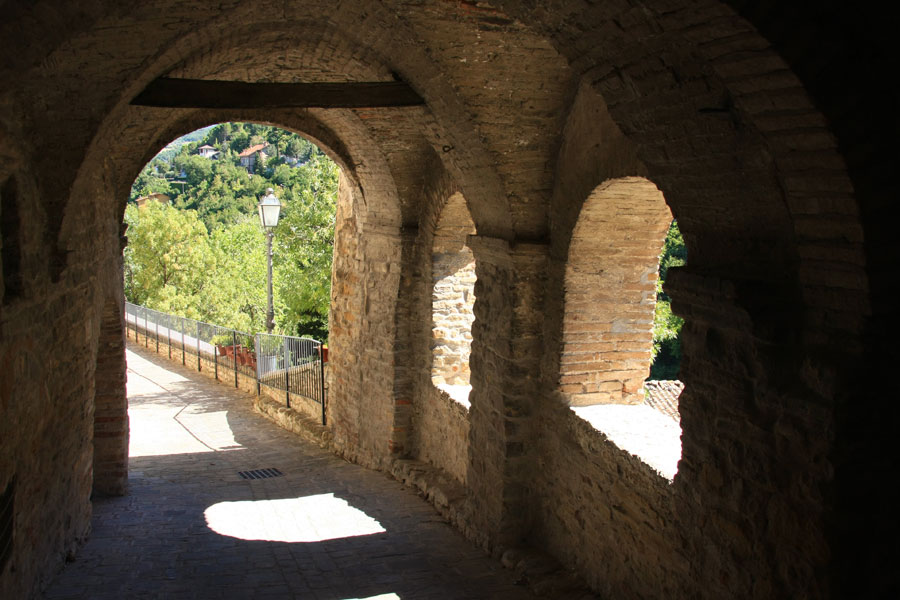
Le Copertelle.

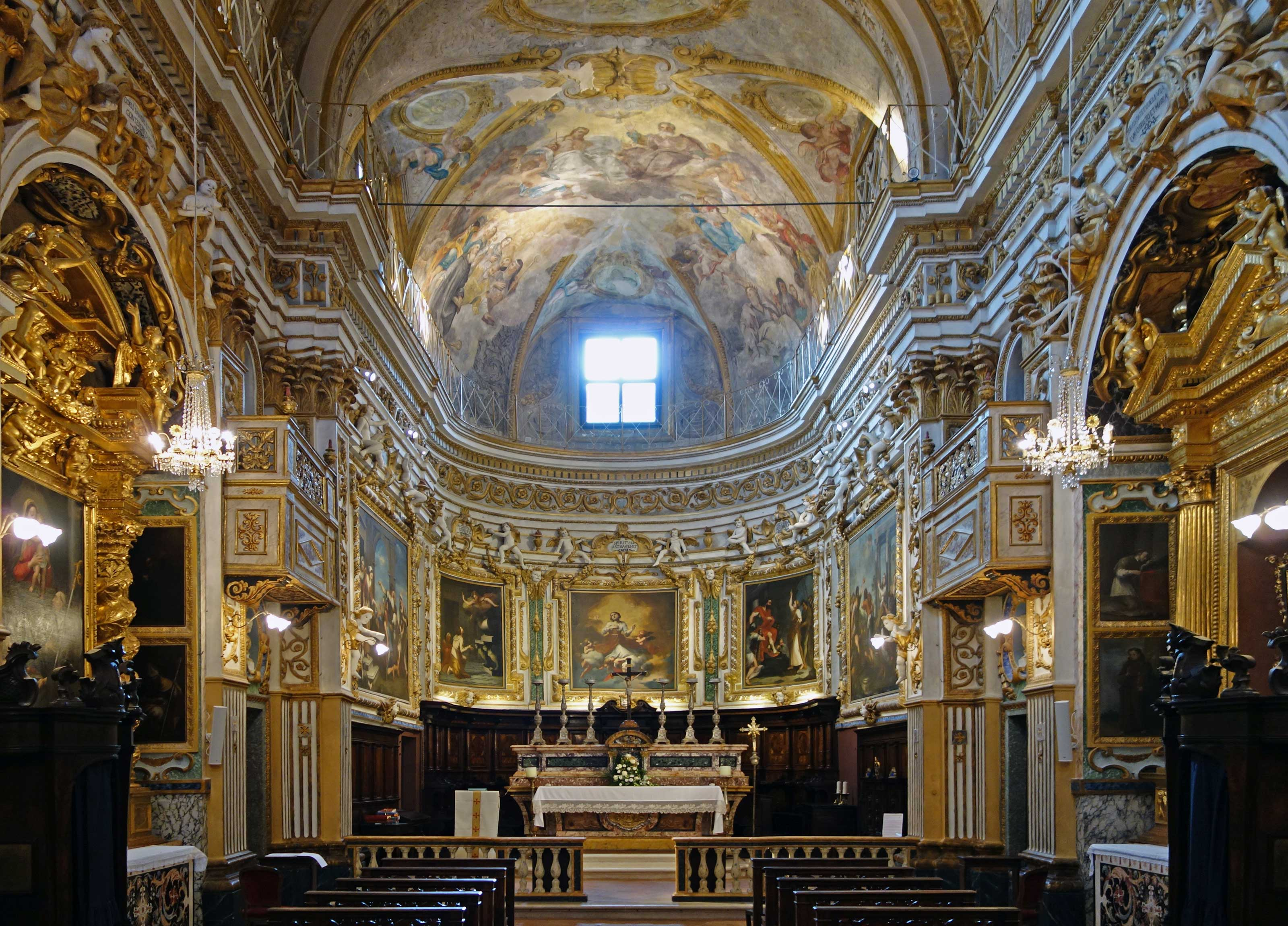
Lo sfarzoso interno della Chiesa di Santa Lucia.

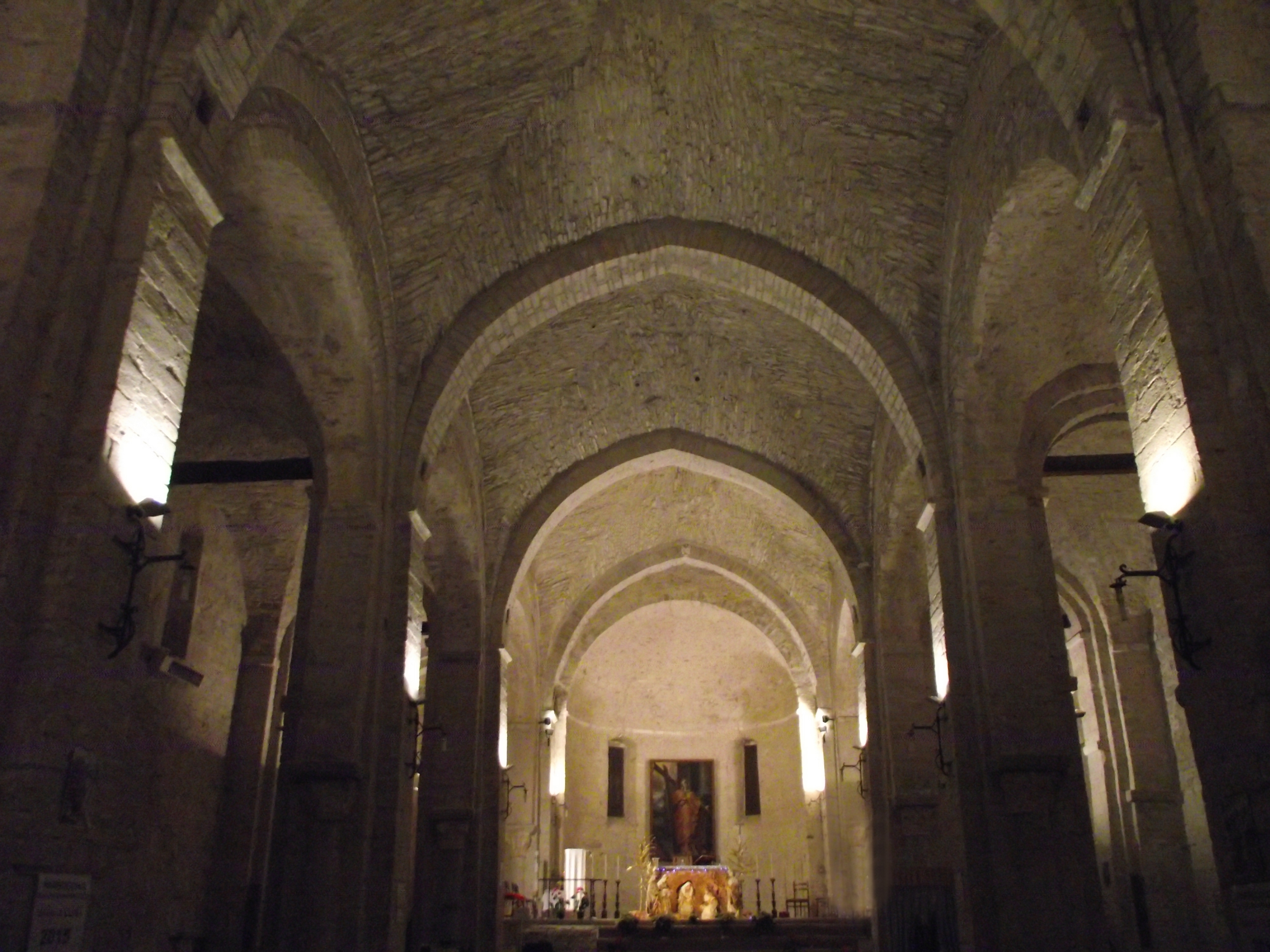
L'interno dell'Abbazia di Sant'Elena.

Il paese possiede un centro storico ben conservato dal caratteristico impianto medievale trecentesco; si segnalano in particolare: 
- Le Copertelle, passaggi coperti che corrono lungo le mura del paese.
- Il Cassero, torre d'avvistamento e di difesa, eretta frai il 1360 e il 1374[8].
- La Chiesa di Santa Lucia, edificio barocco con caratteristico campanile terminante a bulbo, dove sono custodite le tele di Pasqualino de Rossi raffiguranti Le storie di Santa Lucia, suo capolavoro del XVII secolo. La chiesa presenta una decorazione plastica barocca realizzata su disegno di Leonardo Scaglia; ospita la tela di Santa Lucia e Santa Caterina, attribuita a Guido Reni, una del Cavalier d'Arpino raffigurante Madonna e santi e altre due tele di Pasqualino de Rossi: la Madonna del Carmelo e la Vergine assunta. L'interno di questa chiesa, già sede di un monastero silvestrino, è un esempio integro del barocco nelle Marche. Conserva anche l'organo originale con cantoria del romano Giuseppe Testa (datato 1676), i paliotti intarsiati in scagliola degli altari laterali, fino alle stesse panche intarsiate con monogrammi (metà del XIX secolo) ed il pavimento in consunte pianelle di cotto.
- La Parrocchiale dei SS. Quirico e Giulitta; di origini romaniche (fu fondata da San Romualdo nel 980), venne ricostruita dopo il sisma del 1741 e conserva nell'abside una tela di Pasqualino Rossi, mentre nella navata si trova un dossale in terracotta raffigurante la Madonna del Rosario, databile alla seconda metà del XVI secolo.
- La Chiesa di San Filippo Neri, dall'interno barocco con ricca cantoria lignea.
- L'ex Chiesa di San Francesco, la più grande del paese - che dopo il recente restauro ha visto ripristinato l'interno barocco - adibita oggi a spazio espositivo ed auditorium. In chiesa era posta (fino al 1811) la tavola con la Madonna col Bambino in trono tra Santa Maria Maddalena e Sant’Antonio da Padova dipinta da Lorenzo di Giovanni de Carris, probabilmente tra 1520 e 1525, oggi conservata nella Pinacoteca di Brera,[9] mentre la sua predella con Cristo Risorto tra i Santi Sebastiano, Quirico, Nicola e Rocco, si trova in deposito presso il Senato della Repubblica.[10]
- L'ex Chiesa di Santa Maria del Mercato, all'ingresso del paese, è un edificio in stile romanico risalente al 1289[7][11]. L’elemento principale è il campanile - traforato da monofore binate e bifore - considerato il più bello della Vallesina[7]. L'interno venne ristrutturato ad inizio Novecento per adibirlo a teatro comunale.
- Municipio, affiancato da una torre duecentesca decapitata dopo il terremoto del 1930, accoglie nelle sue sale l'archivio storico con documenti che risalgono al XII secolo.
- L'ex Chiesa di Sant'Angelo al Pino, del XIX secolo.
- L'ex Chiesa di Santa Maria della Misericordia, all'estremità sud del nucleo abitato, di cui si conservano scarsi resti, venne trasformata in abitazione nella prima metà del Novecento.
- L'Abbazia di Sant'Elena, che sorge nel circondario di Sasso, a pochi chilometri dal capoluogo comunale, rappresenta un esempio del romanico marchigiano. Fu eretta fra il 1180 e il 1212.

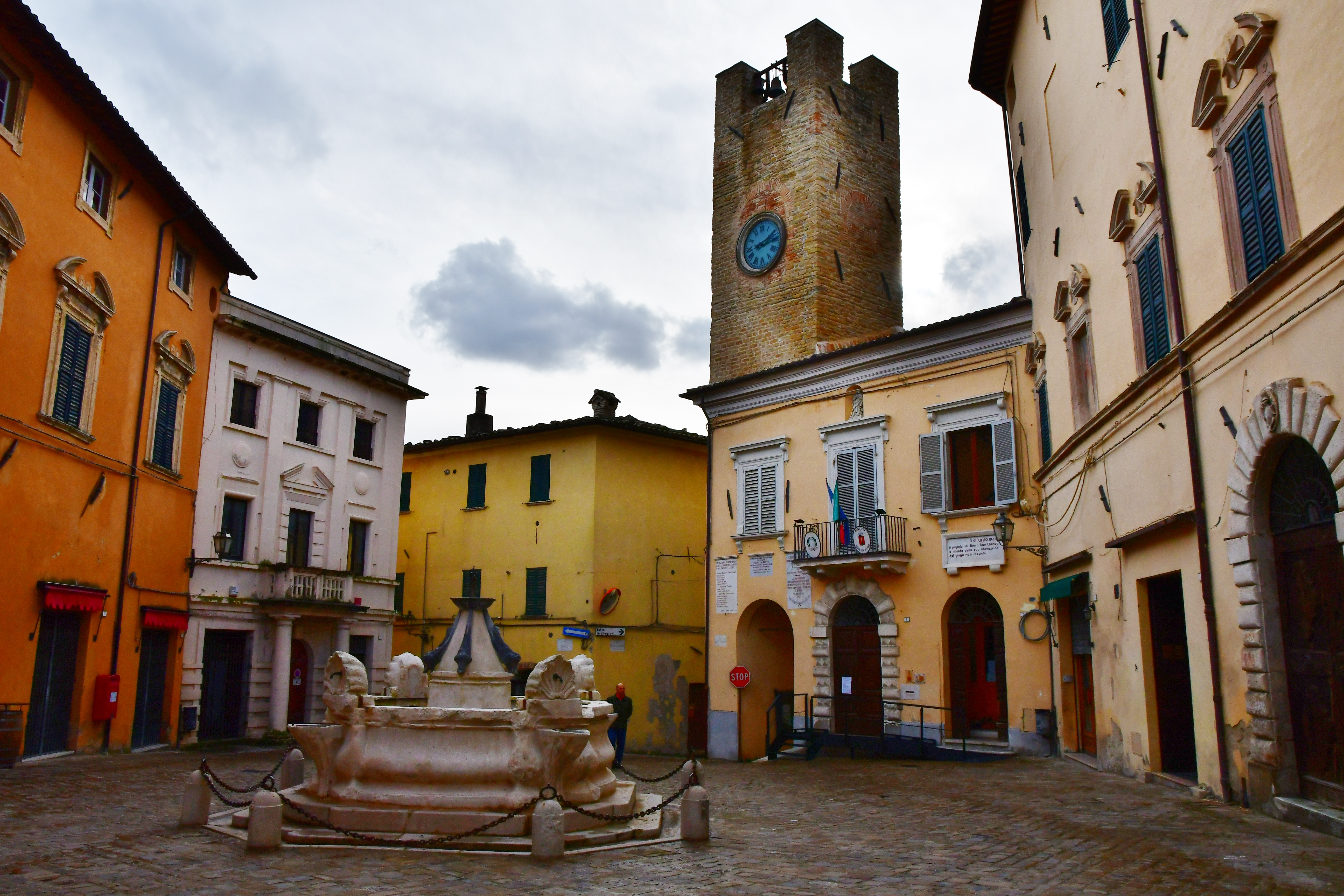
La piazza principale.
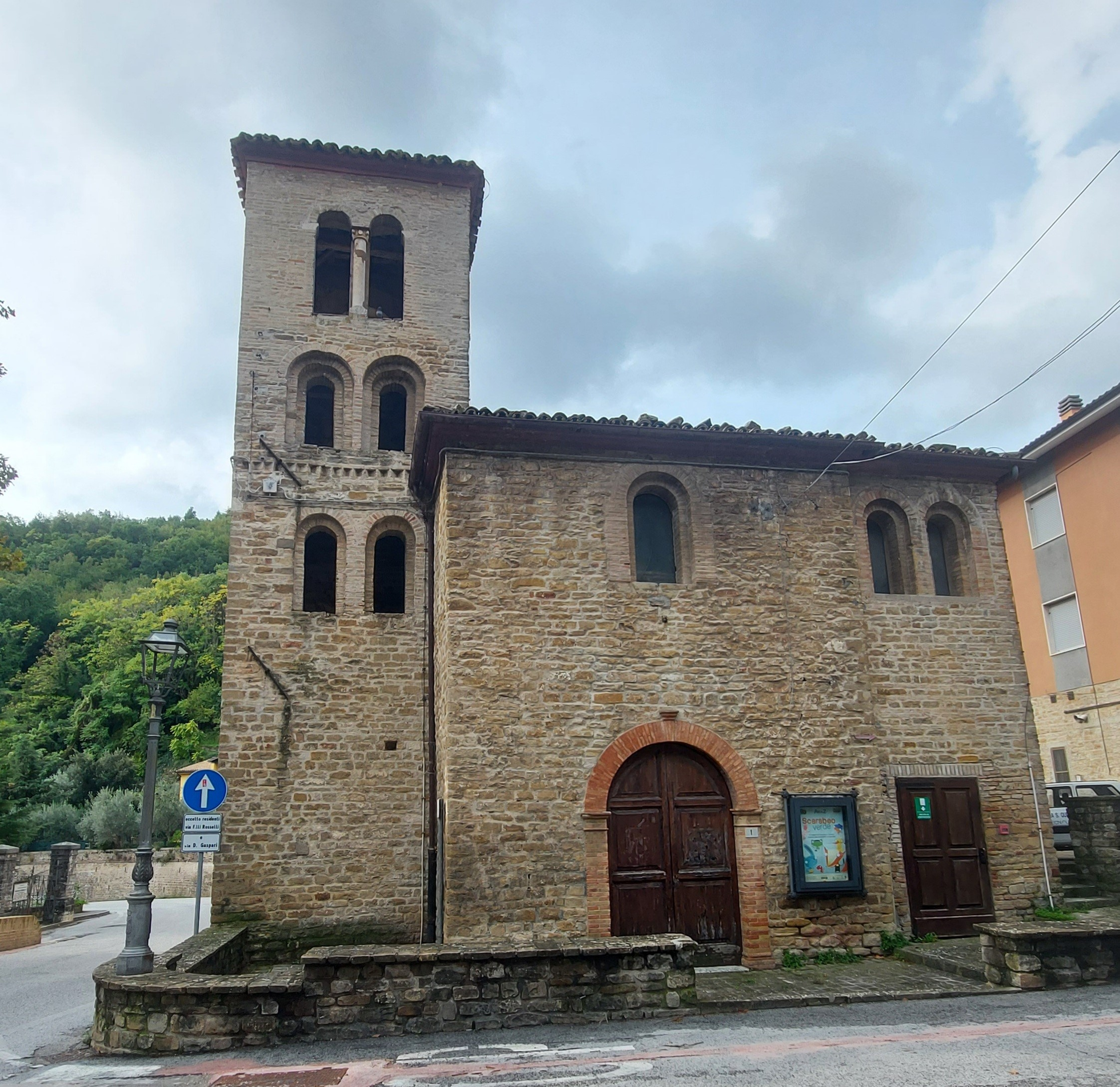
Il teatro cittadino di Santa Maria del Mercato.
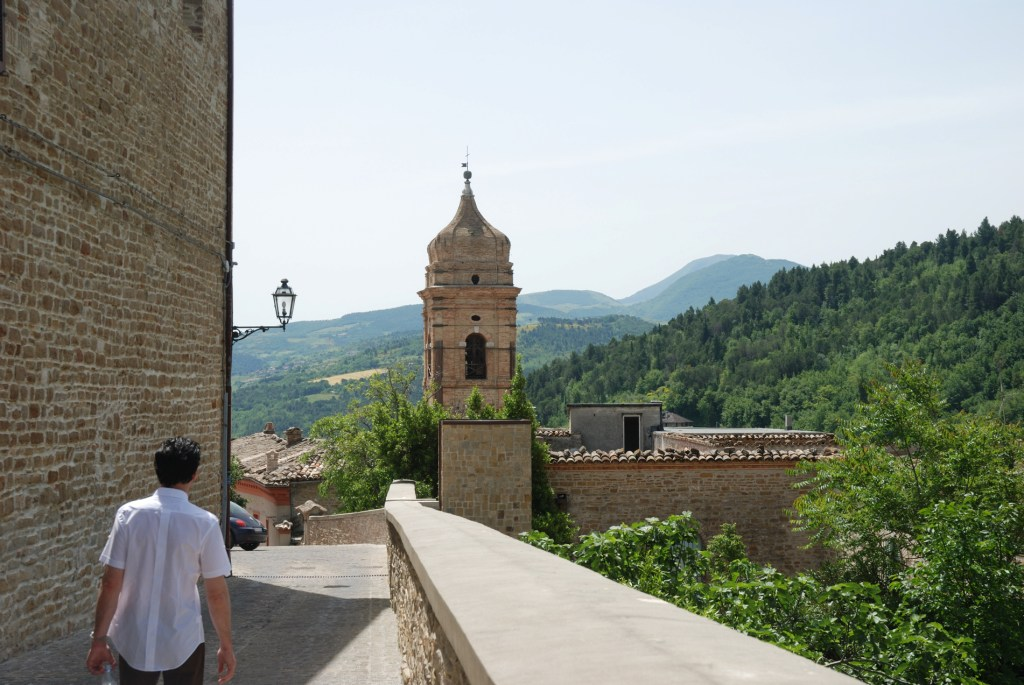
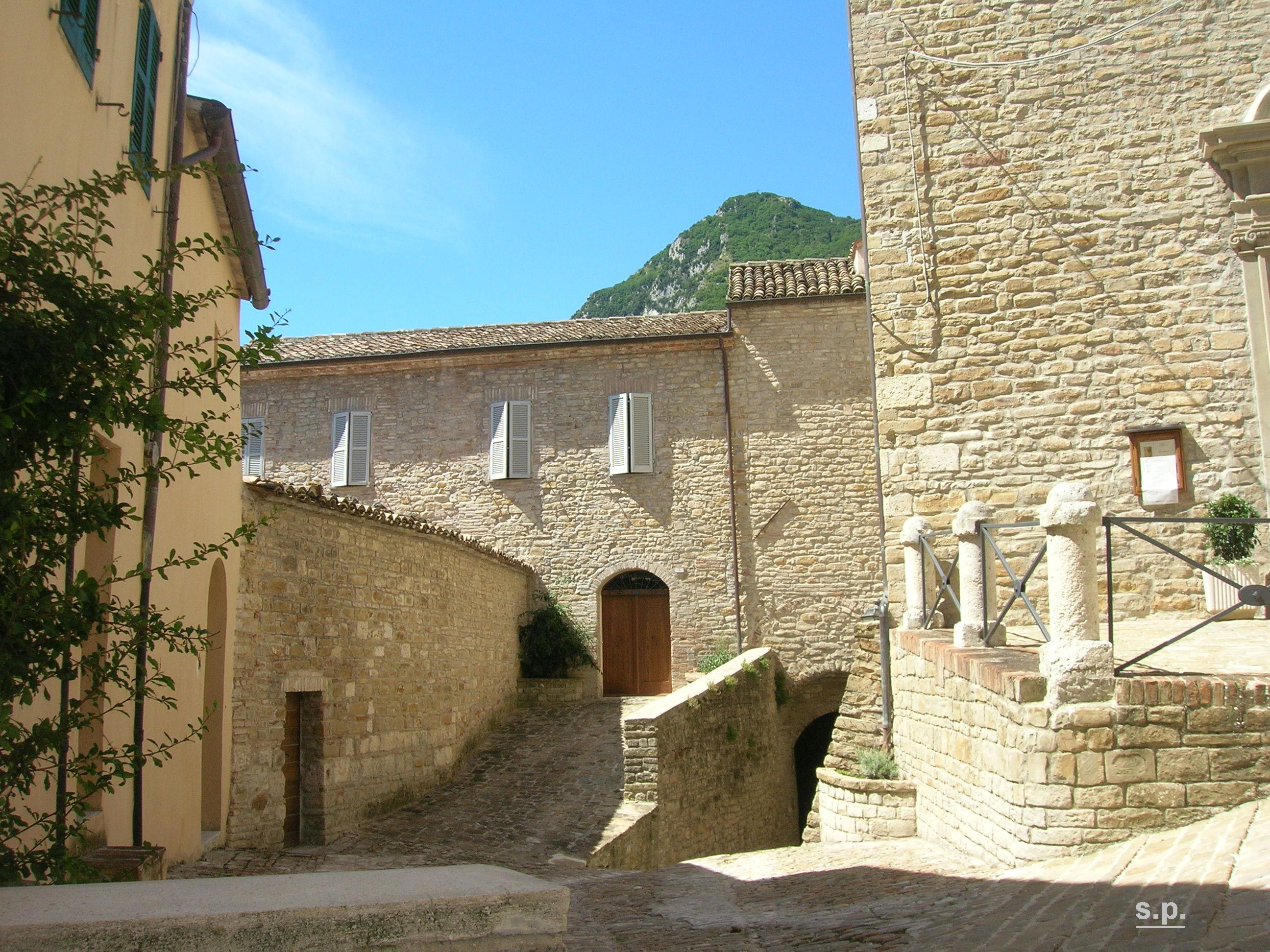

## Società

### Evoluzione demografica
Abitanti censiti

## Cultura

### Manifestazioni
Numerose manifestazioni culturali hanno luogo nel paese.
Nel 2009 Serra San Quirico ha ospitato presso l'ex Monastero di Santa Lucia una grande mostra dedicata a Pasqualino Rossi dal titolo: Pasqualino Rossi. La scoperta di un protagonista del Barocco.
L'Associazione Teatro Giovani Teatro Pirata ONLUS (ATGTP) dal 1983 organizza la "Rassegna Nazionale Teatro della Scuola" (RNTS), cui partecipano decine di gruppi teatrali scolastici di ogni ordine e grado. La rassegna ha una durata di 3 settimane, a partire dalla metà di aprile. Nei 3 giorni in cui i singoli gruppi soggiornano a Serra, oltre a presentare le loro performance, partecipano alle varie attività proposte dagli operatori. L'organizzazione della RNTS si avvale della collaborazione con enti di formazione quali l'Accademia di belle arti di Brera (Milano), l'Accademia di belle arti di Macerata, l'Università degli studi di Macerata, l'Università degli studi di Pavia, l'Università degli Studi di Milano-Bicocca.
Durante l'ultima settimana di luglio si svolge la manifestazione "Paese dei Balocchi", dedicata ai bambini, con recite, laboratori con carta e legno ed altre attività ludico-ricreative nel centro storico del paese, chiuso al traffico.
Durante la Quaresima vengono proposte ogni anno (specialmente in occasioni particolari come quando, nel 2016, la Festa dell'Annunciazione ha coinciso con il Venerdì Santo, evento che tradizionalmente porterebbe alla prodigiosa "fioritura" della Spina) manifestazioni di promozione del culto della S.Spina, reliquia che corrisponderebbe a una delle spine della corona di Cristo, conservata da secoli nella Chiesa di S. Quirico.
Tra la fine aprile e l'inizio di maggio si svolge fin dal 1963 la tradizionale "Festa del Calcione", il dolce tipico locale, a cura della Pro Loco.

## Amministrazione
| Periodo        | Periodo        | Primo cittadino      | Partito                                                       | Carica  | Note   |
| -------------- | -------------- | -------------------- | ------------------------------------------------------------- | ------- | ------ |
| 31 maggio 1985 | 8 giugno 1990  | Claudio Maria Latini | Democrazia Cristiana                                          | Sindaco | [ 15 ] |
| 8 giugno 1990  | 24 aprile 1995 | Fabrizio Giuliani    | Partito Comunista Italiano Partito Democratico della Sinistra | Sindaco | [ 15 ] |
| 24 aprile 1995 | 14 giugno 1999 | Fabrizio Giuliani    | Centro-sinistra                                               | Sindaco | [ 15 ] |
| 14 giugno 1999 | 14 giugno 2004 | Gianni Fiorentini    | Lista civica                                                  | Sindaco | [ 15 ] |
| 14 giugno 2004 | 8 giugno 2009  | Gianni Fiorentini    | Centro-sinistra                                               | Sindaco | [ 15 ] |
| 8 giugno 2009  | 26 maggio 2014 | Massimo Cantiani     | Centro-sinistra                                               | Sindaco | [ 15 ] |
| 26 maggio 2014 | 27 maggio 2019 | Tommaso Borri        | Per Serra                                                     | Sindaco | [ 15 ] |
| 27 maggio 2019 | 9 giugno 2024  | Tommaso Borri        | Lista civica                                                  | Sindaco | [ 15 ] |
| 10 giugno 2024 | in carica      | Debora Pellacchia    | Rinascita                                                     | Sindaco | [ 15 ] |

## Sport
La squadra di calcio della cittadina è la "Serrana" (Seconda Categoria); i colori sociali sono rosso e verde.